# Dierentolk

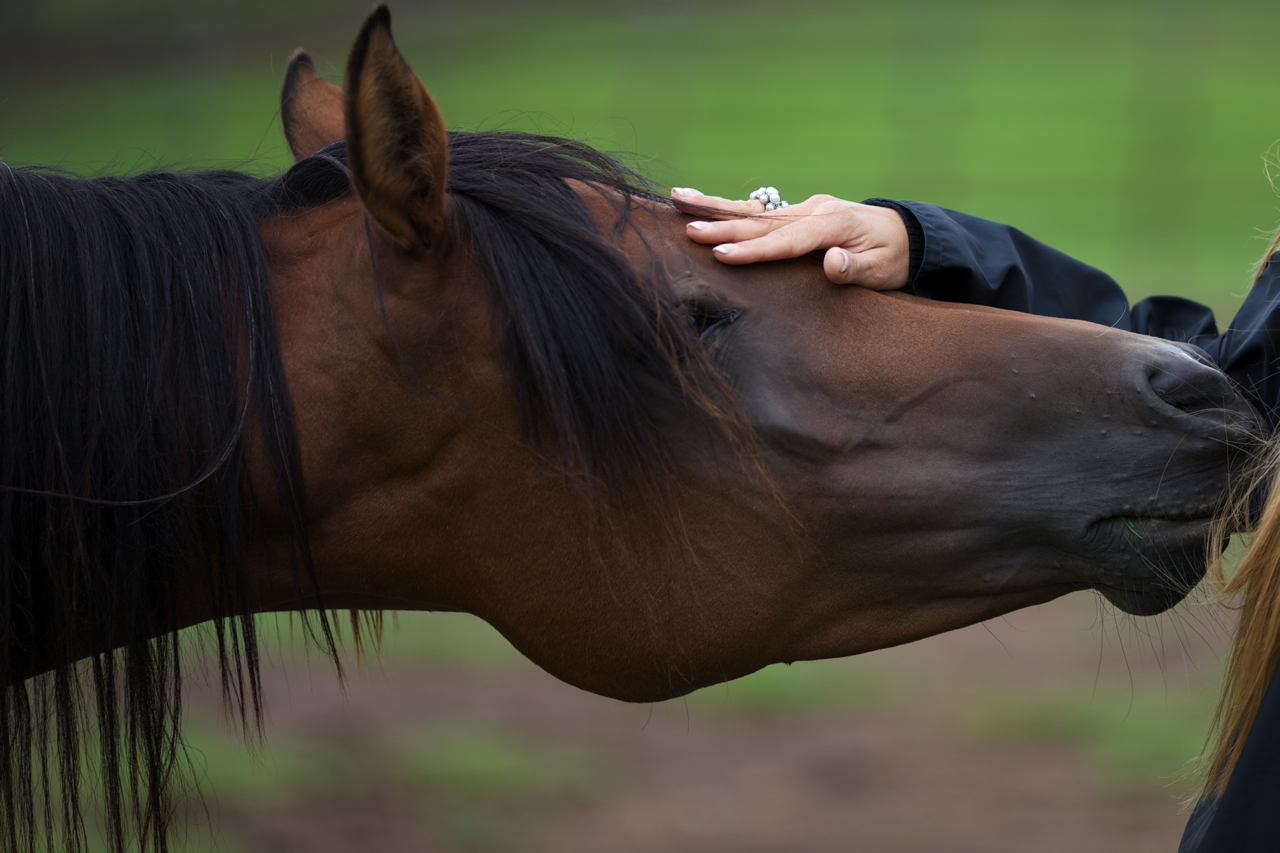
Een vrouw in verbinding met een paard

Een dierencommunicator, een verouderde vertaling van het uit het Engels overgewaaide begrip animal communicator, dierentolk, of ook wel dierenfluisteraar, is iemand die middels intuïtieve communicatie of telepathie subtiele signalen van dieren opvangt, en deze informatie voor een beter begrip vertaalt aan betrokkenen. Het is een niet-wetenschappelijk en niet-beschermd beroep, dat aan te leren zou zijn door een combinatie van telepathisch vermogen, spiritualiteit en passie.
Het werk van de dierentolk ligt in het verlengde van de dierencoach, vaak dezelfde persoon, die op basis van de verkregen informatie het dier tracht te helpen, helen of de relatie tussen mens en dier te verbeteren.

## Methode
Dierentolken claimen op bepaalde energieniveaus het dier te kunnen lezen of met het dier te kunnen communiceren, anderen communiceren met de dieren op basis van het diergedrag. In dat opzicht wordt er ook wel eens onderscheid gemaakt tussen dierentolken en dierenfluisteraars, waarbij de tolk zou communiceren door lezing van het dierengedrag, terwijl de fluisteraar dit op basis van energieniveaus/frequenties zou doen. Het lezen en interpreteren van energielevels zou ook van afstand, op basis van fotomateriaal gedaan kunnen worden en zou ook op overleden dieren toegepast kunnen worden. Sommige tolken claimen helderziendheid.

## Kunde en betrouwbaarheid
Voorstanders van de dierentolkpraktijk claimen dat in principe iedereen met dieren kan praten en het geen speciale gaven vereist. De mens zou echter door een gerationaliseerde maatschappij haar intuïtie en harmonie met de natuurlijke omgeving hebben verloren. Door training en toewijding zouden capaciteiten als telepathisch vermogen en spiritualiteit versterkt en gekanaliseerd kunnen worden en zou men met de juiste toewijding dierentolk kunnen worden.
De titel dierentolk is niet beschermd en de praktijk van de dierentolk heeft geen wetenschappelijke basis. Dat wordt ook niet ontkend door de praktiserende dierentolken, die wel zeggen te geloven in hun eigen gaven en de positieve effecten dat hun werk heeft en het wetenschappelijke scepticisme voor lief nemen. Terwijl eerder praktijken als telepathie en communicatie met dieren, zowel levend en dood, weinig serieus genomen werden, lijken meer dierenliefhebbers er in het begin van de 21e eeuw open voor te staan.